# Ed (juridik)
En ed är inom juridiken en under religiös eller annan högtidlig form uttalad försäkran. Genom ingående av ed följer normalt någon form av repressalie vid eventuellt brytande av edens ordalydelse. Eden är på så vis en urgammal metod vilken använts och alltjämt används för att markera vid vilken tidpunkt som straffansvar för osanning eller trohetsbrott inträder samt upphör att gälla. 
När domaren skall bilda sig en uppfattning angående de faktiska förhållanden, av vilka målets utgång är beroende, är han väsentligen hänvisad att stödja sig på utsagor av personer, som hörts i rättegången – av parten själv eller av tredje person. För att stärka viljan att tala sanning och därigenom också utsagans tillförlitlighet används ed, vilken här förekommer under två former: vittnesed och tolked. Utöver eden finns även sakkunnigförsäkran och sanningsförsäkran vilka används av sakkunniga respektive i tvistemål. I vissa, i lagen särskilt angivna, situationer används edgången i tvistemål som rör boutredning och konkurser. Dessa edgångssammanträden går ut på att någon till boet närstående, i familjemål bouppgivaren, kallas att under ed redovisa boets samtliga tillgångar och skulder såsom de är kända för den under ed uppgivande parten.  
Vittnesed avlades tidigare enligt äldre svensk rätt enligt regeln "vid Gudi och hans heliga evangelium", men av jude då "vid Gud och hans heliga lag" (jfr lagen den 30 oktober 1885 angående lydelsen av judes edliga förpliktelse). Vittneseden sekulariserades delvis 1948, och skall numera enligt Lag (1975:1288), intagen i rättegångsbalken, avges med följande ordalydelse: "Jag N.N. lovar och försäkrar på heder och samvete, att jag skall säga hela sanningen och intet förtiga, tillägga eller förändra.". Denna vittnesed används vid brottmål och läses av domaren och repeteras därefter av vittnet vilken ska tala under ed. Varken tilltalad eller denne närstående personer talar normalt under ed i ett brottmål, då detta inte anses förenligt med bland annat principen ne bis in idem (ej två gånger i samma sak) eller rätten till en rättvis rättegång. Hade även tilltalad och denne närstående talat under ed skulle detta medföra att en tilltalad genom sitt försvar straffas ytterligare en gång, vilket ej ansetts önskvärt. Att under ed bryta mot edens ordalydelse medför straffansvar enligt bestämmelserna om mened. 
Eden kan även användas att förstärka en utfästelse om framtida uppfyllande av vissa medborgerliga eller ämbetsplikter – till exempel tro- och huldhetsed, tjänsteed eller domared. Denna typ av ed kan inte leda till åtal enligt bestämmelserna om mened men har betydelse vid en bedömning av brott såsom, tjänstefel, trolöshet mot huvudman etcetera. 
Tro- och huldhetsed till Konungen avgavs av dåvarande kronprinsen Carl Gustaf vid riksdagens högtidliga öppnande 1965. Denna ed avskaffades 1975 på förslag av grundlagsberedningen. Statsrådsförsäkran ersatte 1958 den dittillsvarande statsrådseden men avskaffades dock 1975 då den nya regeringsformen trädde i kraft.